# Polly Pocket (série animada)
Polly Pocket foi uma série de desenho animado produzida pela Mattel e pela extinta HiT Entertainment em parceria com a Liquid Animation, baseada na boneca homônima desta primeira empresa. Produzido para promover o novo estilo da boneca e inicialmente como websérie, foi exibido de 19 de julho de 2010 a 17 de abril de 2015, depois do qual sofreu inúmeras alterações visuais das personagens.
A duração da série é geralmente em torno de 1 minuto (um formato mais tarde reutilizado também para outros desenhos baseados em brinquedos da Mattel como Monster High e Barbie: Life in the Dreamhouse, com exceção de alguns episódios especiais chegando a ter maior duração).
No Brasil, o desenho começou a ser transmitido na Cartoon Network (e mais tarde pela Boomerang) e mais tarde passou a ser transmitido exclusivamente pelo SBT através do Sábado Animado, do Bom Dia & Companhia e do extinto Carrossel Animado. Foi exibido pelo Discovery Kids de 15 de novembro de 2015 a 22 de maio de 2016. Em Portugal, foi exibido pela SIC K.
Em meados de 2016, foi lançado um novo episódio de Polly Pocket, com o título Uma Grande Aventura de Tirolesa, com Tatiane Keplmair voltando a dublar Polly Pocket. Outro novo episódio de Polly Pocket, com o título A Super Festa da Polly, foi lançado em 3 de setembro de 2016.

## Enredo
A série mostra as aventuras de Polly Pocket (desta vez retratada como uma garota aventureira que adora altas emoções), junto com seus amigos Lea, Lila, Shani, Kerstie, Crissy e Rick (essas primeiras cinco são femininas). Eles juntamente procuram fazer cada dia "o melhor dia de todos" (bordão da própria Polly).

### Alterações no enredo

#### Primeira temporada
A primeira temporada foi produzida em animação Flash, seguindo as aventuras dos personagens acima e com seus animais, os Cutants. Com um estilo mais surreal, eles atravessavam mundos em passe de mágica, se transformaram em sereias e coloriram os cabelos.

#### Segunda temporada
A partir da segunda temporada a animação passou a ser produzida em CGI: os Cutants passaram a aparecer de vez e o enredo não é só menos centrado mas também nos personagens em aventuras na cidade.

#### Terceira temporada
Em sua terceira temporada, os Cutants desapareceram de vez e foram substituídos pelos Animais Normais. E ainda, Kerstie saiu do desenho, já nunca tendo sido visível nos dois últimos episódios dessa temporada (devido a sua baixa popularidade).

#### Quarta e última temporada
A quarta e última temporada é um reboot situando na fictícia cidade Pollyville: na temporada, os personagens moram e se divertem; alguns deles foram alterados e/ou retirados.

## Personagens

### Principais
- Polly Pocket - A protagonista cujo nome leva o título da série. Loira com o cabelo preso formando um rabo de cavalo e com olhos azuis, seu bordão é "o melhor dia de todos". Uma garota otimista que adora aventuras e diversão sempre procurando novos desafios para se divertir com suas amigas, muitas vezes as encorajando a tomar proveito de cada lugar que visitam. Ela tem um grande fascínio por animais, no começo tinha como mascotes os Cutants, mas depois de um tempo eles desapareceram e ela ganhou outros como um cachorrinho e até mesmo um porquinho chamado Pickles. Ela é loira e possui um grosso e redondo rabo de cavalo. Seus pais nunca foram vistos em toda a série, pois ela sempre é vista sozinha em casa.
- Lila - Uma das amigas da Polly. É arrogante e dramática muitas vezes agindo como uma patricinha que adora roupas e estilo ao contrário de Polly não gostando de encarar desafios nem aventuras. Apesar de muitas vezes ser exagerada quanto ao seu jeito descolada e chique de ser, ela é uma boa amiga e as vezes é vista andando com a Crissy. Ela tem os cabelos castanhos sendo que nas primeiras temporadas eram médio-curtos e escuros, e passam a ficar compridos e claros na quarta temporada. Ela quase sempre usa um par de óculos escuros na cabeça.
- Crissy - Outra das amigas de Polly. Nos primeiros episódios ela era muito parecida com a Lila, sendo obcecada por moda e algumas vezes comportando feito uma patricinha. No entanto decorrer dos episódios ela desenvolve uma paixão por artes tanto que na quarta se torna uma aspirante a artista. Ela tem os cabelos pretos com uma mecha púrpura sendo lisos nas primeiras temporadas e "bagunçados" na quarta. Ela quase sempre usa uma boina verde.
- Shani - Outra amiga de Polly. Ela destaca-se por ser a mais inteligente da turma com habilidades para concertar muitas coisas tanto que no decorrer dos episódios passa a se tornar um gênio da ciência. Na quarta temporada ela se torna uma cientista tendo um laboratório em uma casa da árvore. Ela tinha os cabelos curtos nas primeiras temporadas e compridos na quarta. Ela é afro-descendente.

### Secundários
- Rick - O único garoto da turma também amigo da Polly e as outras meninas. Assim como Polly ele gosta de encarar aventuras e emoção, apesar de muitas vezes ficar de fora das aventuras das quais incluem apenas as garotas. Ele é skatista e muitas vezes faz trabalhos voluntários em Pollyville. Ele possui olhos e cabelos muito semelhantes aos da Polly, porém sendo curtos e espetados nos primeiros episódios (bem semelhante ao Ken da Barbie), lisos e grossos como uma franja no começo da quarta temporada, porém trocando por um topete ainda na mesma temporada.
- Lea - Outra amiga da Polly, tenta ser o oposto de Lila, ao contrário dela sua maior fascinação é a natureza e os animais. Ela é tímida e nervosa, mas sempre aceita participar de uma festa com a Polly e suas amigas. Nos primeiros episódios ela tinha cabelos ruivos e compridos, ficando semelhantes aos de Kerstie na terceira temporada. Ela permanece na série até os primeiros episódios da quarta temporada, e depois some ainda na quarta temporada, apenas Polly, Lila, Crissy e Shani como protagonistas da série.
- Kerstie - Outra das amigas da Polly, gosta de cozinhar e fazer vários doces na cozinha de sua casa quase sempre na companhia de suas amigas, principalmente a Polly. Ela tem os cabelos castanhos bem escuros e assim como Lea é bem tímida, apesar de estar sempre junta de Polly e as amigas em meio as festas. Inexplicavelmente ela some na quarta temporada sendo substituída pela Lea que passa a adaptar algumas de suas características incluindo o cabelo. Ela foi a princípio chamada de Ana na franquia, antigamente ela havia aparecido no dois primeiros filmes clássicos (o segundo: Diversão no Hotel Pocket Plaza) mas como a personagem foi quase idêntica a Crissy, tiveram de mudar todo seu estilo e nome sendo assim, seu nome é Kerstie.

### Recorrentes
- Cutants - Pequenos animais mutantes fusões entre animais e objetos domésticos que serviram como mascotes para Polly e suas amigas durante os primeiros episódios. Foi mencionado que eles vieram de outro mundo. Eles somem no decorrer da segunda temporada e são substituídos por animais normais na terceira. O nome Cutant é uma mistura entre "cute" fofo em inglês e "mutant" mutante em inglês.
- Lady Lulu - Uma modelo pela qual Polly e suas amigas são fanáticas na segunda temporada. Paródia da celebridade estadunidense, Lady Gaga.
- Lady Sincrony - Outra modelo muito semelhante a Lady Lulu da qual Polly e suas amigas são fanáticas até o final da terceira temporada. Ela é conhecida por sempre fazer tudo o que faz três vezes.
- Sra. Makowski - Uma velha senhora moradora que mora em Pollyville e é amiga da Polly. Apesar de velha ela está sempre em forma. Introduzida na quarta temporada.

## Dublagem
| Personagens  | Dublagem EUA    | Dublagem BRA                                      |
| ------------ | --------------- | ------------------------------------------------- |
| Polly Pocket | Sue Thorpe      | Tatiane Keplmair                                  |
| Lila         | Kate Higgins    | Luciana Baroli                                    |
| Lea          | Erin Fitzgerald | Samira Fernandes                                  |
| Shani        | Erin Fitzgerald | Karen Ramalho (1.ª voz) / Márcia Regina (2.ª voz) |
| Crissy       | Wendee Lee      | Bianca Alencar                                    |
| Kerstie      | Debi Derryberry | Fernanda Bullara                                  |
| Rick         | Cindy Robinson  | Gabriel Noya                                      |

## Episódios

### 1.ª temporada (2010)
Obs: essa temporada foi produzida em animação Flash, assim como foi em Monster High e Ever After High, mas foram removidos do site e nunca mais foram transmitidos na televisão. Destaque para os Cutants, animais mutantes que foram criados no reboot da franquia, mas que foram removidos posteriormente.
- 1- Conheça os Cutants
- 2- O Show Deve Continuar
- 3- Um Dia Perfeito
- 4- Tempestade de Açúcar
- 5- Doce Insônia
- 6- O Luau
- 7- Festa do Pijama
- 8- Surpresa de Aniversário
- 9- O Astro do Rock
- 10- O Combinado
- 11- O Primeiro Filme dos Cutants
- 12- Talento Natural
- 13- Novidade Chegando
- 14- Brincadeiras
- 15- O Baile Curiosidade (Obs: a dublagem do episódio nunca mais existe na Internet)

### 2.ª temporada (2011)
A parte dessa temporada a série passou a ser produzida em animação computadorizada em 3D. Foi a primeira temporada a ser transmitida no site e na televisão.
Estreou no Discovery Kids em 15 de novembro de 2015 como a única temporada do canal, exibida até 22 de maio de 2016 para dar lugar (assim como Wow! Wow! Wubbzy!, Muito Fofos [este tendo o último dia de exibição no dia 20] e Trucktown) ao desenho Wissper no dia seguinte.
A partir de dois episódios desta temporada, Polly e suas amigas, quando estão no Mundo Splash, nunca se transformam em sereias, mas sim, seus cabelos tem mechas quando estão na água e, quando Kerstie está no Mundo Docinho, o cabelo dela se torna azul (não roxo) e seu chapéu no Mundo Docinho nunca é visível. Essa foi a última aparição dos Cutants.
- 1- O Caso da Pérola Perdida
- 2- Cadê o Bolhursinho?
- 3- Batalha Naval
- 4- Concurso de Dança
- 5- Quebre a Perna
- 6- A Foto Perfeita
- 7- Caça ao Tesouro
- 8- Te Peguei
- 9- Foto Diversão
- 10- Um Show do Outro Mundo
- 11- Show de Confusão!
- 12- Sobremesas Boas Demais
- 13- O Melhor Filme de Todos
- 14- Viagem no Sorvete
- 15- Princesa Lila

### 3.ª temporada (2012-2013)
Episódios especiais de 10 minutos começaram a ser introduzidos nesta temporada, depois da estreia do episódio especial "Amigas Terminam Primeiro" que durou um pouco mais de 24 minutos.
- 16- Crissy e Lila
- 17- Kerstie
- 18- Lea
- 19- Shani
- 20- Polly Pocket
- 21- O Melhor Dia de Todos! (junção dos 5 episódios anteriores)
- 22- Amigas Terminam Primeiro (especial de 24 minutos)
- 23- É Melhor Não Dormir Agora
- 24- Piquenique Extraordinário
- 25- Guisado da Vovó
- 26- Super Mergulhos da Polly
- 27- Colar Perdido
- 28- Hora de Escalar
- 29- Construindo um Clubinho
- 30- Apertem os Cintos
- 31- Nova Moda Entre Amigas
- 32- O Roedor
- 33- Verdade ou desafio
- 34- Perdidas no Parque
- 35- O Segredo de Lady
- 36- O Fura fila!
- 37- O Mergulho
- 38- Operação Super Férias (especial)
- 39- Bichinhos Para Adoção (especial)

### 4.ª temporada (2013-2017)
Outro reboot, mas ainda mantendo o mesmo estilo de animação. Os personagens ganham novas roupas e novos penteados nos cabelos, é introduzida a cidade onde Polly e as amigas moram. Kerstie é removida da série, os quatro primeiros episódios também são bem diferentes dos outros com outra abertura, Rick está com um corte de cabelo diferente, e Lea ainda aparece neles até ser removida depois desses episódios.
- 40- Problema na Festa da Polly (especial)
- 41- Com Certeza, Encantada (especial)
- 42- Biscoitos Travessos (especial)
- 43- Confusão pra Cachorro (especial)
- 44- Esse Cofre de Porquinho
- 45- A Equipe Castelo de Areia
- 46- Presas na Casa da Árvore
- 47- Sem Sorte
- 48- Ladrões de Torta
- 49- A Batalha do Cupcake
- 50- O Poço dos Desejos
- 51- Compromissos Turbo
- 52- Diversão na Água
- 53- Concurso de Beleza dos Bichinhos
- 54- Pintura Imperfeita
- 55- Quebrando O Recorde
- 56- Montanha de Panqueca
- 57- Cadê O Grilo?
- 58- Chicletada
- 59- Polly Super Pulante
- 60- O Dia de Spa do Rick
- 61- A Prova de Teatro do Rick
- 62- Zoo La La (especial)
- 63- Corrida Louca (especial)
- 64- Perfect Pen Pal Pet - Curiosidade: Este episódio não foi lançado no Brasil em 2015
- 65- Siga Aquela Macaca (especial)
- 66- A Aventura do Minimizador (especial)
- 67- Uma Grande Aventura de Tirolesa (especial)
- 68- A Super Festa da Polly (especial)
- 69- Atrás da Borboleta
- 70- Na Floresta Tropical
- 71- Shani e o Papagaio
- 72- Polly e o Boto Cor de Rosa
- 73- Carnaval de Comida Gigante (especial)
- 74- O Sonho Possível
- 75- Transformação Borboleta
- 76- O Parque Aquático
- 77- O Ladrão da Casa de Férias
- 78- Entrega Rápida
- 79- Café dos Bichinhos
- 80- Parque Aquático dos Abacaxis (especial)